# Ян Станкевич (фамаколог)
Станкевич Ян Миколайович (пол. Jan Stankiewicz, 23 жовтня 1833 — 1 березня 1882, Харків) — професор Харківського університету.

## Біографія
Народився 23 жовтня 1833 року в дворянській родині в Могильовської губернії. Навчався в гімназіях у Житомирі та Києві. У 1852 році отримав атестат про закінчення середньої школи і вступив на медичний факультет Київського університету, який закінчив у 1858 році з відзнакою та отримав диплом лікаря. Протягом наступних двох років, завдяки отриманій стипендії, слухав лекції в університетах Вроцлава, Праги, Відня, Мюнхена та Парижа
У липні 1860 року він повернувся до Києва і представив працю «Gistologija suchožilij v normal'nom i pathičeskom sostojanii Kijów, «Гістологія сучасних в нормальному і патологічному стані в Києві»» 1860, за що отримав ступінь доктора.
У 1863 році він виграв конкурс на посаду професора кафедри фармакології та рецептури Харківського університету, а з наступного року став викладачем цього університету. У тому ж році він став доцентом, а в 1870 році став професором.
Він також вів у місті медичну практику і своїми знаннями та вмінням охоче допомагав бідним. Працював до кінця лютого 1882 року і звільнився за станом здоров'я.

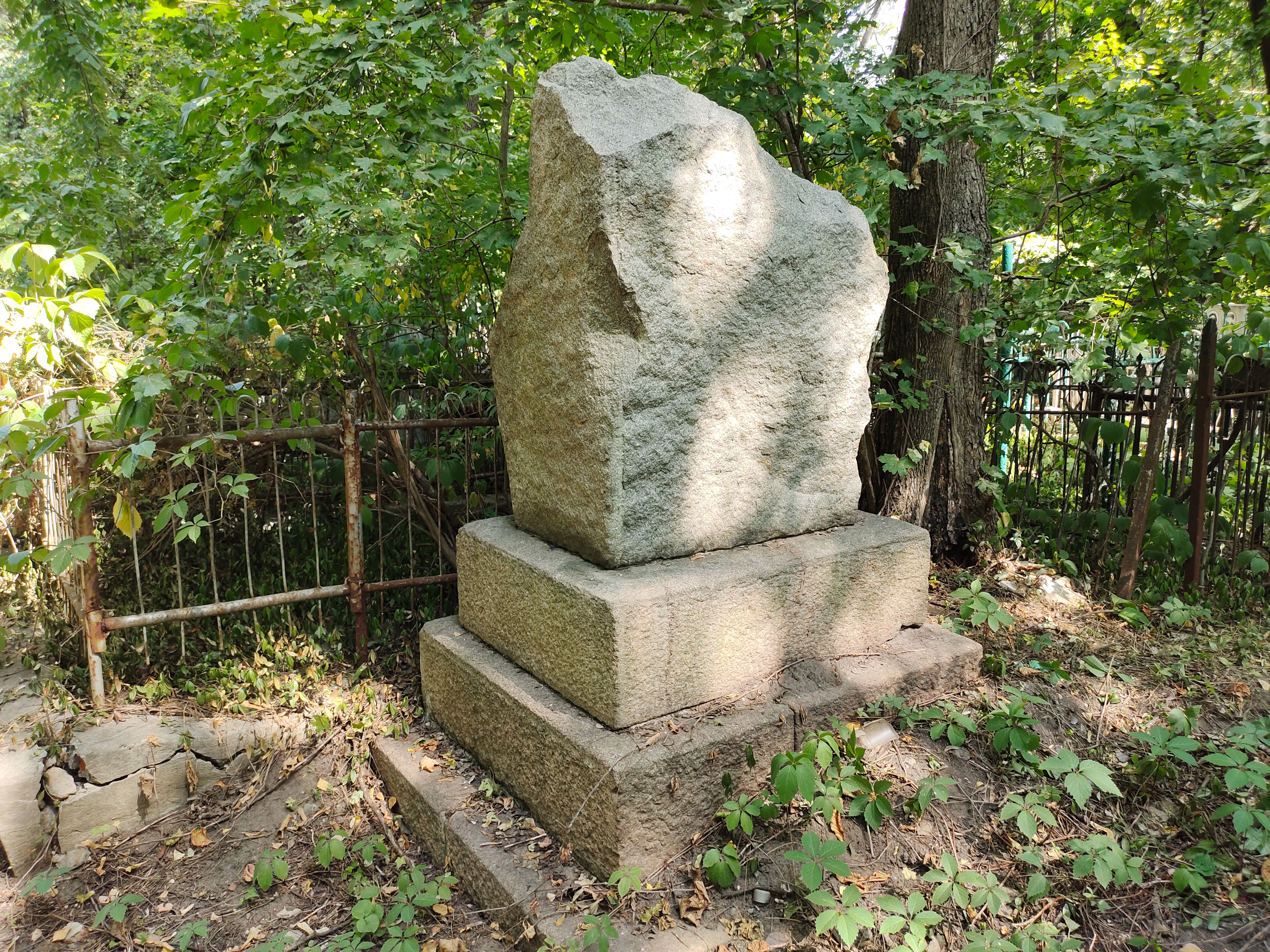
Великий надгробок

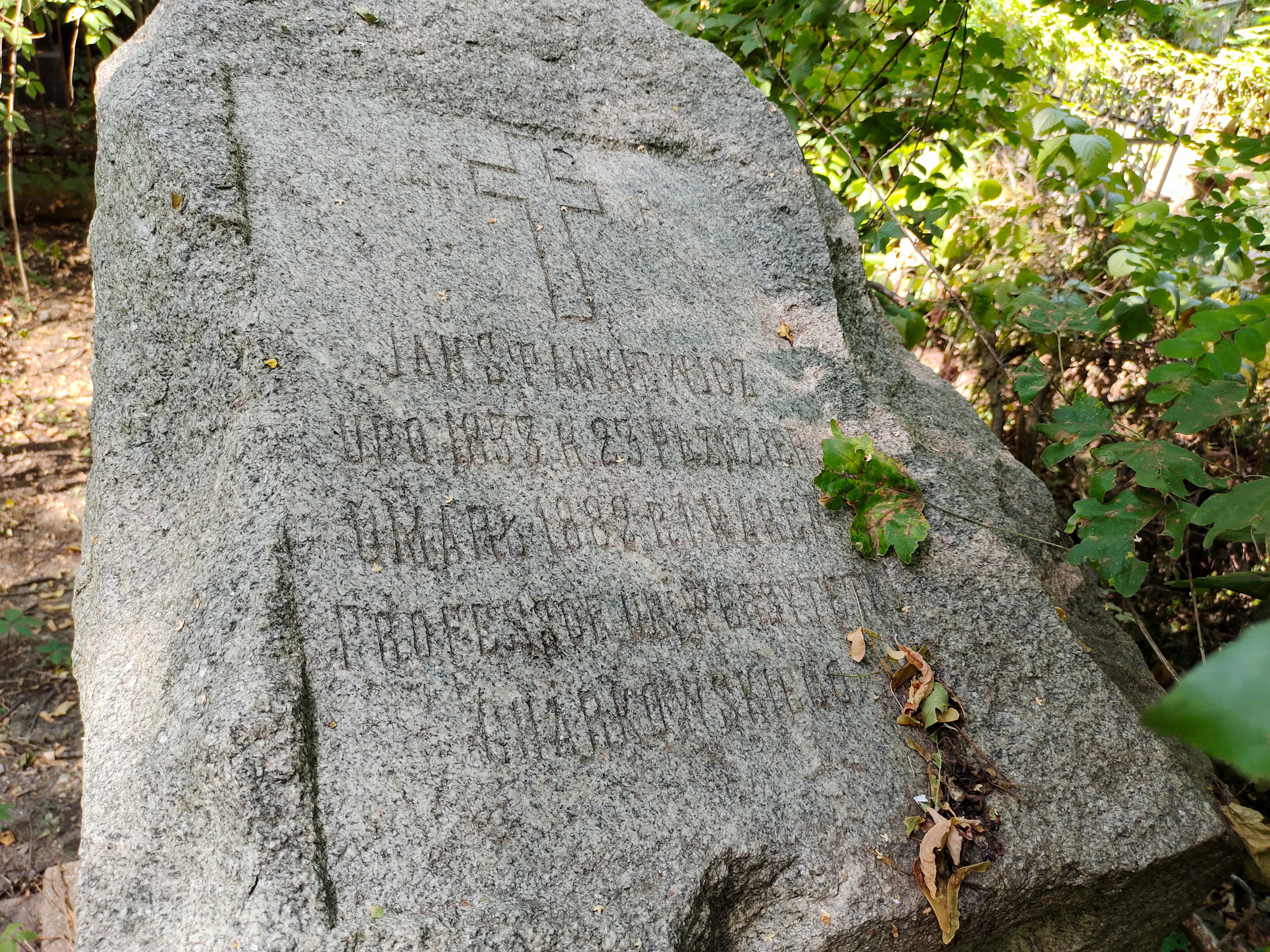
Одна з двох табличок на надгробку

Помер 1 березня 1882 року, похований 4 березня на лютерансько-католицькому кладовищі в Харкові. Під час радянської окупації України некрополь було майже повністю зруйновано, а на його місці поховано інших людей. Збереглася могила Яна Станкевича з великим надгробком і двома табличками польською мовою.
Він був одружений з Вікторією, уродженою Каленською, і у них було дві доньки: Вікторія та Зофія.